# يوكي كوتيرا
يوكي كوتيرا (باليابانية: 小寺 優輝) (12 يوليو 1986 في واكاياما في اليابان – )؛ هو لاعب كرة قدم ياباني سابق كان يلعب كلاعب وسط.

## وصلات خارجية
- يوكي كوتيرا على موقع رابطة كرة القدم اليابانية للمحترفين (اليابانية)
- يوكي كوتيرا على موقع Soccerway.com (الإنجليزية)